# AN/ALQ-131

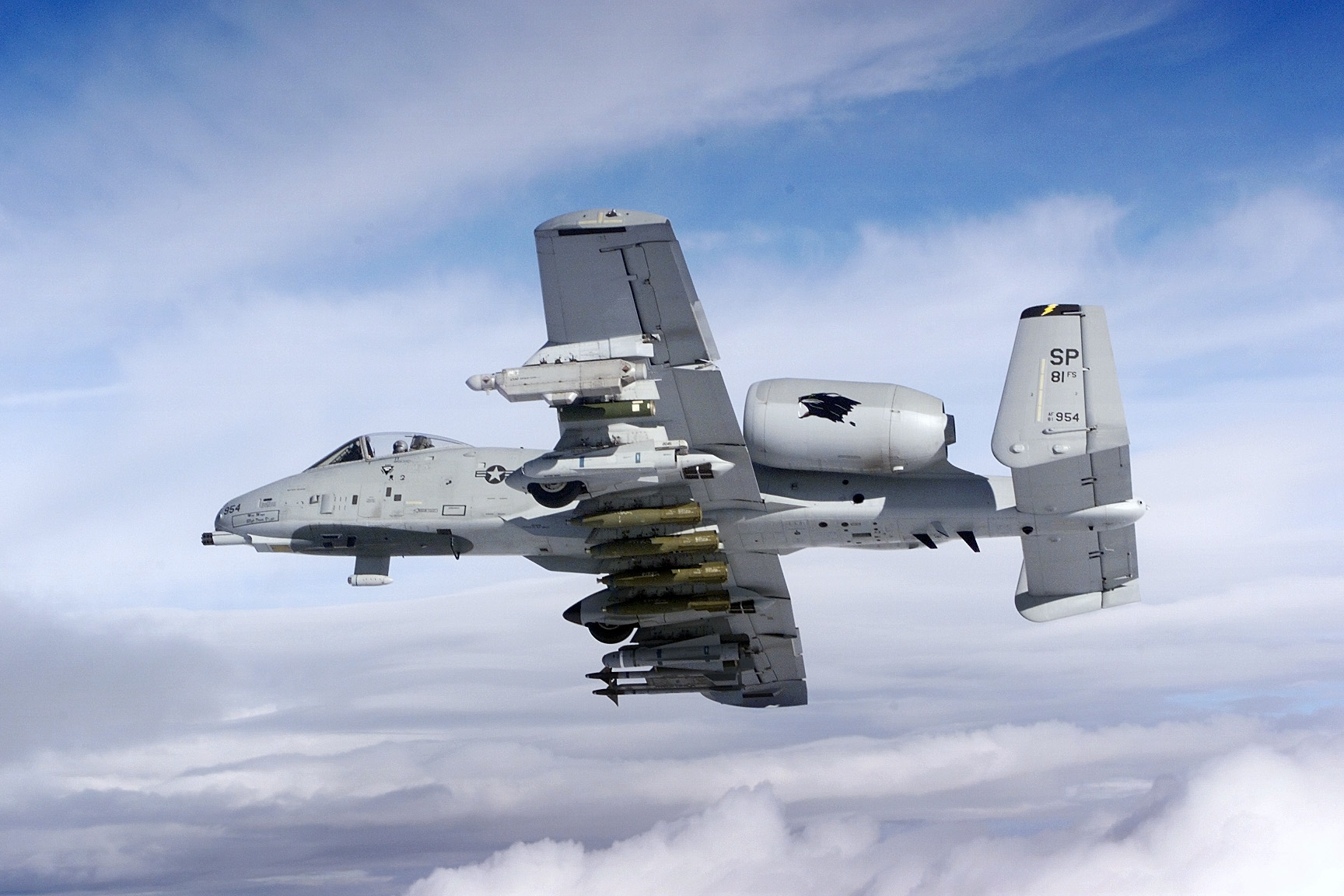
Eine A-10 mit dem ALQ-131 (montiert am äußeren linken Waffenträger)

Das AN/ALQ-131 (JETDS-Bezeichnung) ist ein US-amerikanisches luftgestütztes System für Elektronische Gegenmaßnahmen (englisch ECM-pod) auf mittlere Entfernung. Der Störsender wurde ab 1972 entwickelt und befindet sich seit ca. 1980 im aktiven Dienst. Hauptauftragnehmer war ursprünglich der US-Konzern Westinghouse. Dieser wurde in den 1990er Jahren von Northrop Grumman übernommen.

## Beschreibung
Das ALQ-131 ist in einem externen Behälter untergebracht und kann daher leicht an eine passende Waffenstation unter den Flügeln des Trägerflugzeuges angebracht werden. Es ist für einen vollautonomen Betrieb ausgelegt, kann jedoch auch zur Effizienzsteigerung mit den Bordsystemen des Trägerflugzeuges verbunden werden. Das Gerät soll die erste Störgondel sein, die auf dem Flugfeld neu programmiert werden kann. Neue Bedrohungsparameter sollen innerhalb von 15 Minuten geladen werden können.
Das System dient primär dem Selbstschutz und kann alle Arten von radargelenkten Luftabwehrsystemen stören. Die Leistung reicht aber nicht aus, um Radare auf große Distanzen stören zu können. Das ALQ-131 ist modular aufgebaut und verfügt über eine rekonfigurierbare Software, sodass die Störausrüstung dem zu erwartenden Gefahrenspektrum angepasst werden kann. Dabei können von den fünf verfügbaren Modulen zwei Stück ausgewählt und integriert werden, nach dem Block II-Upgrade auch drei Stück. Bei diesem Upgrade wurden auch COTS-Prozessoren sowie der MIL-STD-1553 Datenbus integriert. Des Weiteren kann das System so konfiguriert werden, dass es den eigenen Radarsystemen ein kurzes Zeit- und Frequenzfenster bietet, in dem diese störungsfrei betrieben werden können. Die Signalverstärkung erfolgt bei allen Varianten mittels zwei Wanderfeldröhren. Es können bis zu 48 Störtechniken parallel eingesetzt werden.
Mit dem ALQ-131 wurden bis heute über 15.000 erfolgreiche Kampfeinsätze geflogen, davon etwa 8.000 während der Operation Desert Storm. Dabei kam es im Mittel alle 200 Stunden zu einem Systemausfall und die Verfügbarkeit lag bei 95 %. Aufgrund des hohen Verbreitungsgrades bei den NATO-Streitkräften bietet Northrop Grumman seit 2004 ein MLU-Paket („Mid-Life Upgrade“) an. Viele der laut Herstellerangabe mehr als 1.600 produzierten Systeme sind inzwischen auf den Block-II-Standard modernisiert worden. Dieser umfasst hauptsächlich neue Transmitter und Prozessoren, wobei auch die Integration in die Avioniksysteme der Trägerplattform verbessert wurde.

## Plattformen

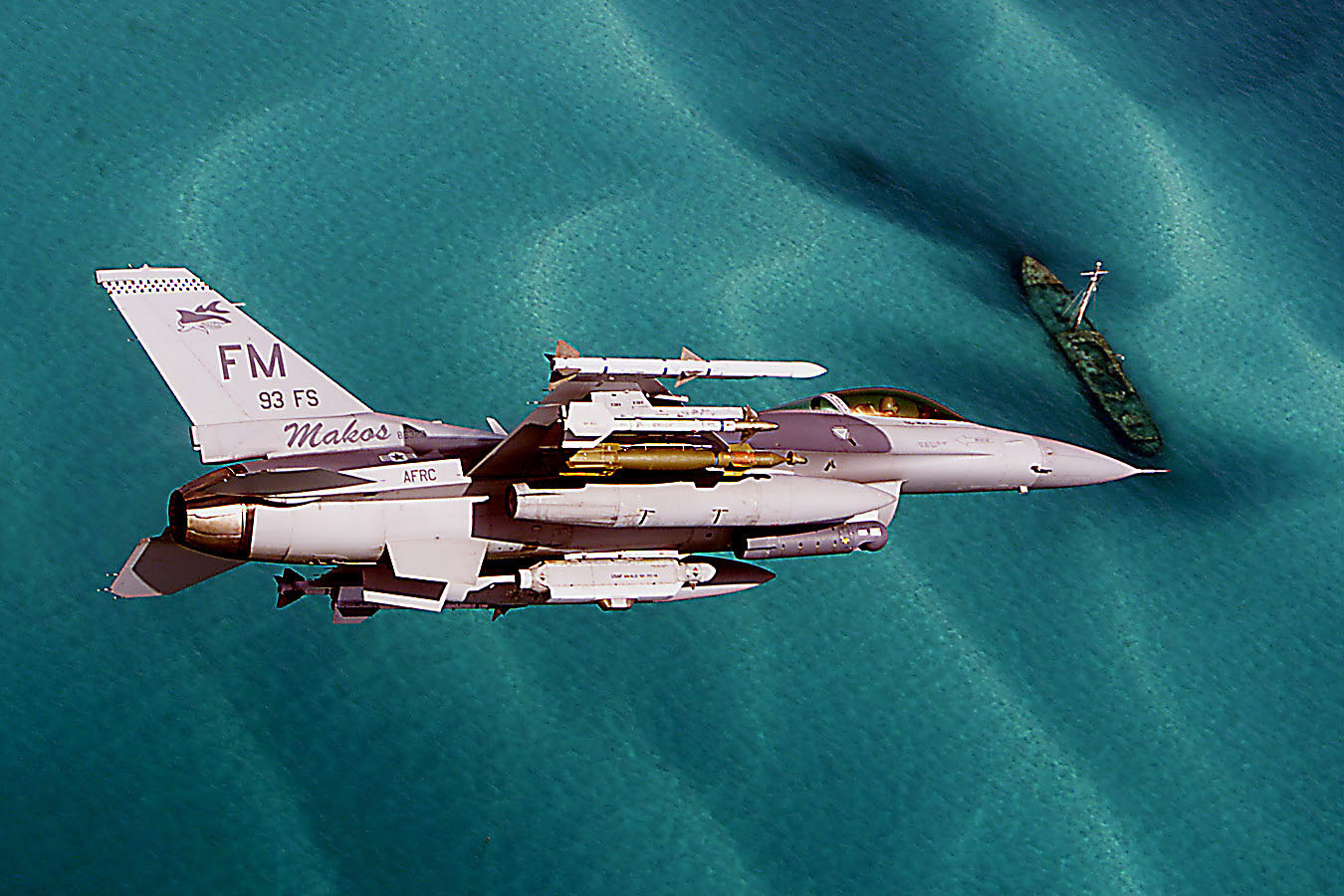
Hier ist das ALQ-131 am zentralen Rumpf einer F-16 angebracht

- F/RF-4 Phantom II
- F-15 Eagle
- F-16 Fighting Falcon
- F-111 Aardvark
- A-7P Corsair II
- A-10 Thunderbolt II
- C/AC-130 Hercules

## Nutzer
- Ägypten: 82
- Bahrain: 12
- Belgien: 36
- Israel: 20
- Japan: 60
- Niederlande: 105
- Norwegen: 16
- Pakistan: 40
- Portugal: 8
- Singapur: ?
- Taiwan: ?
- Vereinigte Staaten: 1018

## Technische Daten
Daten laut Produktinformation des Herstellers
| Version      | Länge  | Breite | Höhe  | Gewicht | El. Anschluss           |
| ------------ | ------ | ------ | ----- | ------- | ----------------------- |
| 2-Band-Modul | 2,82 m | 30 cm  | 53 cm | 260 kg  | 115 V / 400 Hz / 5,6 kW |
| 3-Band-Modul | 2,82 m | 30 cm  | 64 cm | 306 kg  | 115 V / 400 Hz / 8,1 kW |

- Frequenzbereich: 2–20 GHz
- MTBF: > 150 Stunden
- MTTR: < 15,5 Stunden